# Joey Butler
Pour les articles homonymes, voir Butler.
Joseph Frank Butler (né le 12 mars 1986 à Pascagoula, Mississippi, États-Unis) est un joueur de champ extérieur et frappeur désigné de la Ligue majeure de baseball.

## Carrière
Joueur des Privateers de l'Université de La Nouvelle-Orléans, Joey Butler est drafté au 15e tour de sélection par les Rangers du Texas en 2008.
Il fait ses débuts dans le baseball majeur avec les Rangers le 7 août 2013. Il réussit son premier coup sûr au plus haut niveau le 9 août suivant, un double contre le lanceur Érik Bédard des Astros de Houston. En 8 matchs pour les Rangers, il réussit 4 coups sûrs en 12 présences au bâton pour une moyenne de ,333. Il récolte un premier point produit en plus de marquer une fois.
Le 3 octobre 2013, Butler est réclamé au ballottage par les Cardinals de Saint-Louis. Après 6 matchs joués pour Saint-Louis en 2014, il prend le chemin du Japon et rejoint les Orix Buffaloes à la fin mai. Il frappe pour ,231 de moyenne au bâton avec deux circuits en 21 matchs au Japon.
Butler revient dans les Ligues majeures en 2015 lorsqu'il est mis sous contrat par les Rays de Tampa Bay. Débutant le 3 mai 2015 avec sa nouvelle équipe, on lui assigne le poste de frappeur désigné et le joueur recrue de 29 ans s'impose immédiatement, comme en fait foi sa moyenne au bâton de ,336 et son OPS de ,902 à ses 151 premiers passages au bâton. À son second match pour Tampa, il frappe le 4 mai son premier coup de circuit dans les majeures, contre le lanceur Clay Buchholz des Red Sox de Boston.
Le 1er juillet 2015, Butler brise le match sans point ni coup sûr de Carlos Carrasco des Indians de Cleveland avec un simple après deux retraits à la 9e manche et un compte de deux prises contre lui.
Le 7 décembre 2015, Butler est réclamé au ballottage par les Indians de Cleveland.